# 256-bit
În arhitectura calculatoarelor, 256-bit (2256) reprezintă numerele întregi de 256 biți, adresele de memorie, magistrale de date sau alte unități de date care au o lățime de 256 biți (32 octeți). 
În prezent  nu există procesoare de uz general care să funcționeze pe adrese de 256 de biți, deși anumite microprocesoare au încorporate instrucțiuni SIMD pentru a susține grafice vectoriale pe 256 de biți.

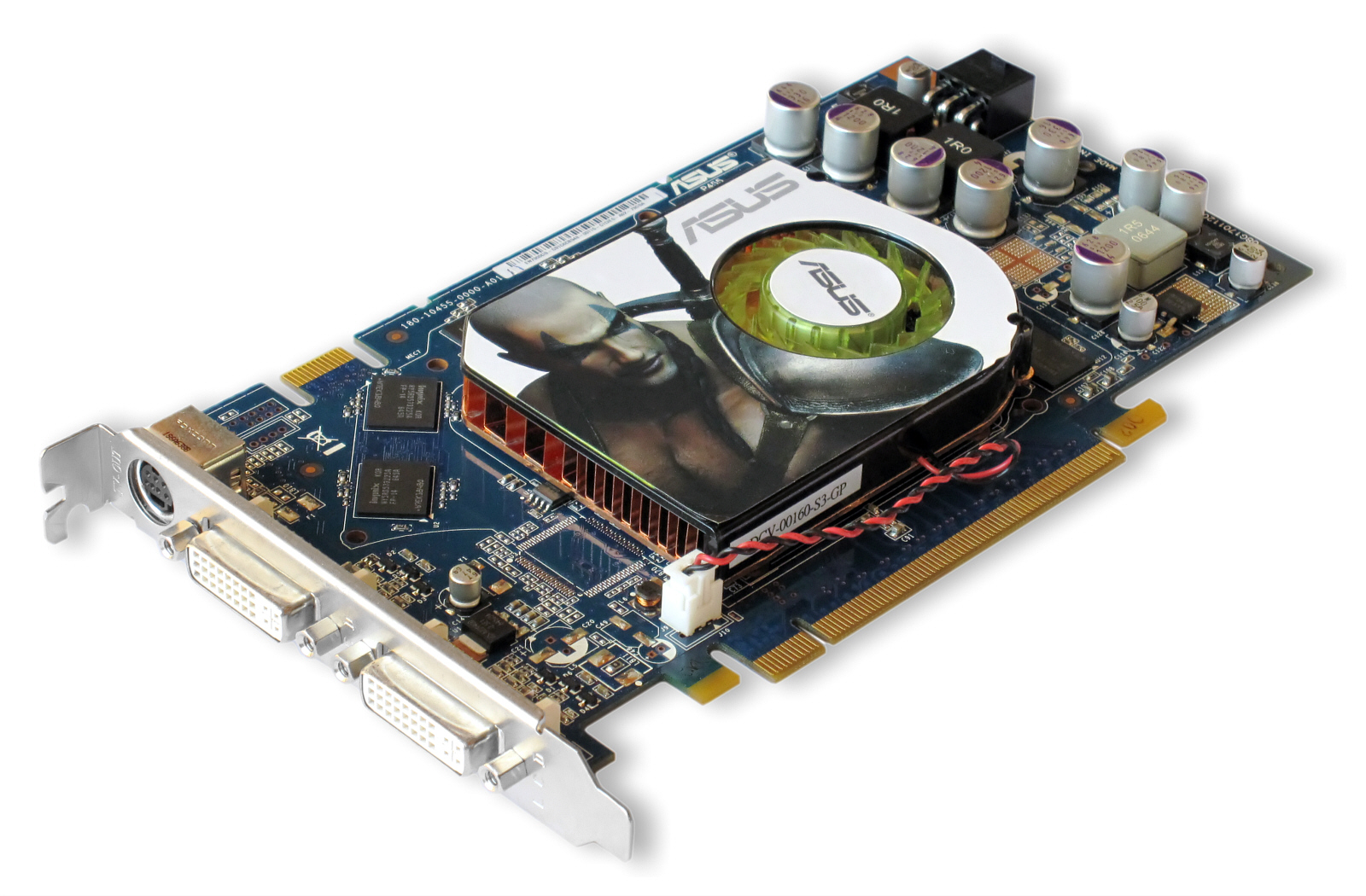
Placă grafică Asus EN7900GS Nvidia GeForce 7900 GS 256 MB DDR3 (256-bits)

## Utilizări
- 256 de biți este utilizată în criptografie și se află în majoritatea algoritmilor, protocoalelor și tehnologiilor moderne de criptare, cum ar fi AES și SSL.[2]
- Plăci video cu chipurile moderne GPU, transferă date pe magistrală de memorie de 256 biți.